# Shingled magnetic recording
Shingled magnetic recording (SMR) jest technologią magnetycznego przechowywania danych stosowaną w dyskach twardych (HDD), w celu zwiększenia gęstości zapisu danych, a co za tym idzie – pojemności dysku twardego. W konwencjonalnych dyskach twardych głowice zapisują dane na rozłącznych ścieżkach magnetycznych, równoległych do siebie (zapis prostopadły), podczas gdy w technologii SMR nagrywana jest nie tylko właściwa ścieżka, ale również ta znajdująca się obok. W ten sposób ścieżki mogą niejako częściowo nakładać się na siebie jak dachówki. Takie podejście zostało wymuszone ograniczeniami fizycznymi w rozmiarach głowic nagrywających, które nie pozwalają zmniejszyć ich szerokości do rozmiarów głowic odczytujących i tym samym muszą one pozostawać szersze.
Metoda zapisu z nakładającymi się ścieżkami może w pewnych przypadkach znacznie spowolnić proces nagrywania, ponieważ ze względu na znaczną szerokość głowicy zapisującej, dane nagrywane są nie tylko na bieżącej ścieżce, lecz również na ścieżce sąsiedniej. To oczywiście jest związane z wymogiem wcześniejszego odczytania tej sąsiadującej ścieżki, aby można było odtworzyć jej zawartość. Urządzenia SMR zarządzane poprzez wbudowane sterowniki (firmware) starają się ukryć tę niedogodność poprzez odpowiednie modyfikacje w oprogramowaniu sterownika, reprezentując interfejs dysku SMR jak każdego innego dysku twardego. Inne urządzenia SMR, zarządzane z poziomu systemu operacyjnego, wymagają odpowiedniego oprogramowania po stronie tego systemu, które będzie kontrolowało zapisywanie poszczególnych ścieżek, gwarantując integralność danych.
Taki sposób zapisu danych powoduje również problemy z wydajnością dysków w dużym stopniu zapełnionych, podobne do tych, które znane są z dysków SSD wypełnionych w ponad 50%, gdzie kontroler musi wykonywać dużą liczbę odczytów przed wykonaniem zapisu. Dodatkowo jest to potęgowane tym, że ilość operacji I/O na sekundę w przypadku dysków mechanicznych jest wielokrotnie mniejsza niż w przypadku SSD.